# Cheval en Belgique
Le cheval en Belgique (wallon : tchivå ; néerlandais : paard) est surtout connu à travers l'élevage du Trait belge. La Belgique dispose aussi d'un solide secteur équestre sportif, avec un très grand nombre d'écuries de pension pour les particuliers, et des installations importantes au domaine de Zangersheide, à Lanaken, pour les professionnels. La densité de chevaux en Belgique est, en 2014, la plus élevée de toute l'Union européenne.
La pêche aux crevettes à cheval à Oostduinkerke, tradition belge qui se pratique avec un cheval de trait local, a été reconnue comme patrimoine culturel immatériel de l'humanité par l'Unesco.

## Histoire
L'estimation du nombre de chevaux en Belgique en l'an 2000 est de 200 000 à 250 000, soit un taux d'environ 22 chevaux pour 1 000 personnes. Le cheptel connaît une forte croissance durant les années 2000, particulièrement en 2005 et 2006.
En septembre 2013 et 2019, le domaine de Zangersheide à Lanaken a accueilli le championnat du monde des jeunes chevaux d'obstacles.

## Pratiques et usages

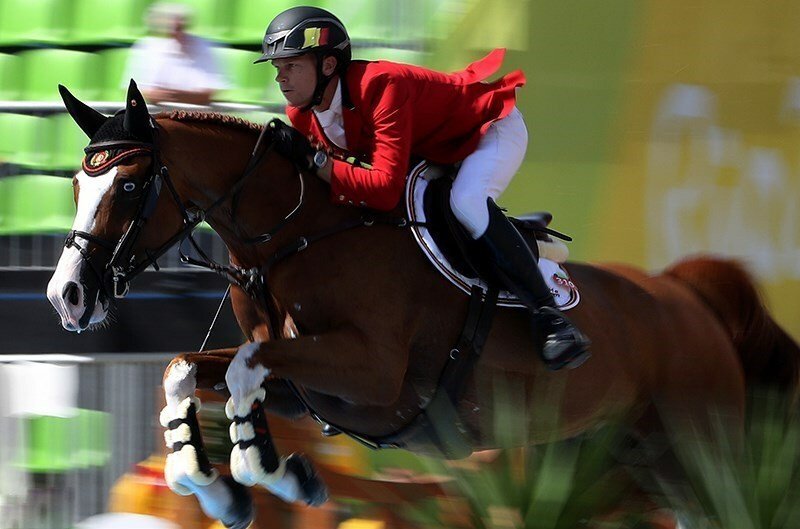
Le cavalier belge Jérôme Guéry aux Jeux olympiques d'été de 2016.

L'État belge offre un soutien actif à sa filière équine. Celle-ci est bien développée, tout particulièrement pour ce qui concerne le cheval de sport, avec un très grand nombre d'écuries de compétition et de commerce de chevaux. La confédération belge du cheval, créée en 1981, est destinée à la promotion des chevaux belges. La Fédération royale belge des sports équestres (FRBSE) constitue la troisième fédération sportive de Belgique en nombre d'adhérents, après celles du football et du basket. L'équitation est ainsi très populaire parmi la population belge, qui accède à plus de 8 000 établissements équestres présents sur ce territoire (en 2014). Il existe assez peu de centres équestres, la plupart des établissements étant des écuries de pension où les propriétaires de chevaux font héberger leur propre animal.
La filière du sport hippique est peu présente, avec une gestion par deux asbl : la Belgische Federatie voor Paardenwedrennen (BFP) dans les Flandres et la Fédération belge des courses hippiques (FBCH) en Wallonie. Le Jockey Club local, affilié à cette asbl, gère l'hippodrome de Ghlin. 
Selon le Vlam (centre flamand pour la promotion des produits agricoles et de la pêche), l'hippophagie (consommation de viande de cheval, néerlandais : paardenvlees) est en diminution en Belgique.

## Élevage

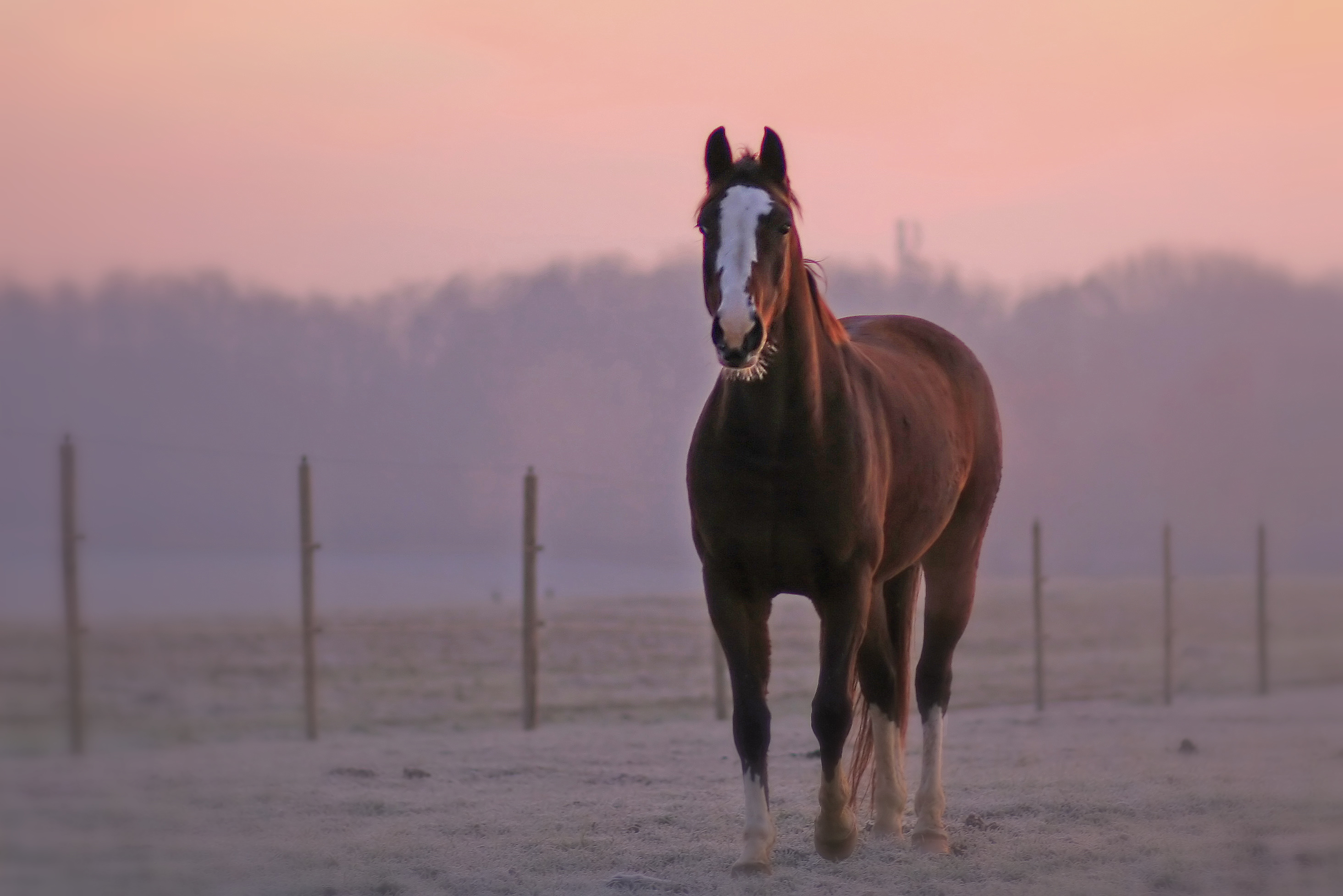
Cheval belge dans son pré au lever du soleil.

La Belgique dispose d'un climat favorable à l'élevage équin, grâce à ses côtes tempérées par le Gulf Stream. En 2008, ce pays compte environ 300 000 chevaux, soit un taux de 28,5 chevaux pour 1 000 habitants, l'un des plus hauts de toute l'Union européenne. En 2014, le cheptel se monte à 350 000 chevaux. La Belgique présente aussi la plus forte concentration de chevaux dans l'Union européenne, avec 11,5 chevaux/km2.
La Belgique est surtout connue pour l'élevage du Trait belge, l'un des plus imposants chevaux de trait et l'un des mieux diffusés dans le monde, avec une présence dans 12 pays ; le Trait belge n'est pas menacé d'extinction dans son pays d'origine. Ce pays reconnait 39 stud-books de chevaux de sport et de loisirs, dont le cheval de sport belge (sBs), en région wallonne, le cheval de sang belge (Belgische Warmbloedpaard ; BWP), en région flamande, et le Zangersheide, qui sont les trois plus importants. La Belgique compte un très faible nombre de Lipizzans. Son nombre de chevaux islandais n'est pas connu.
La myopathie atypique fait partie des maladies chevalines émergentes en Belgique, depuis l'année 2000. Les chevaux belges peuvent être infestés par gasterophilus intestinalis.

## Culture

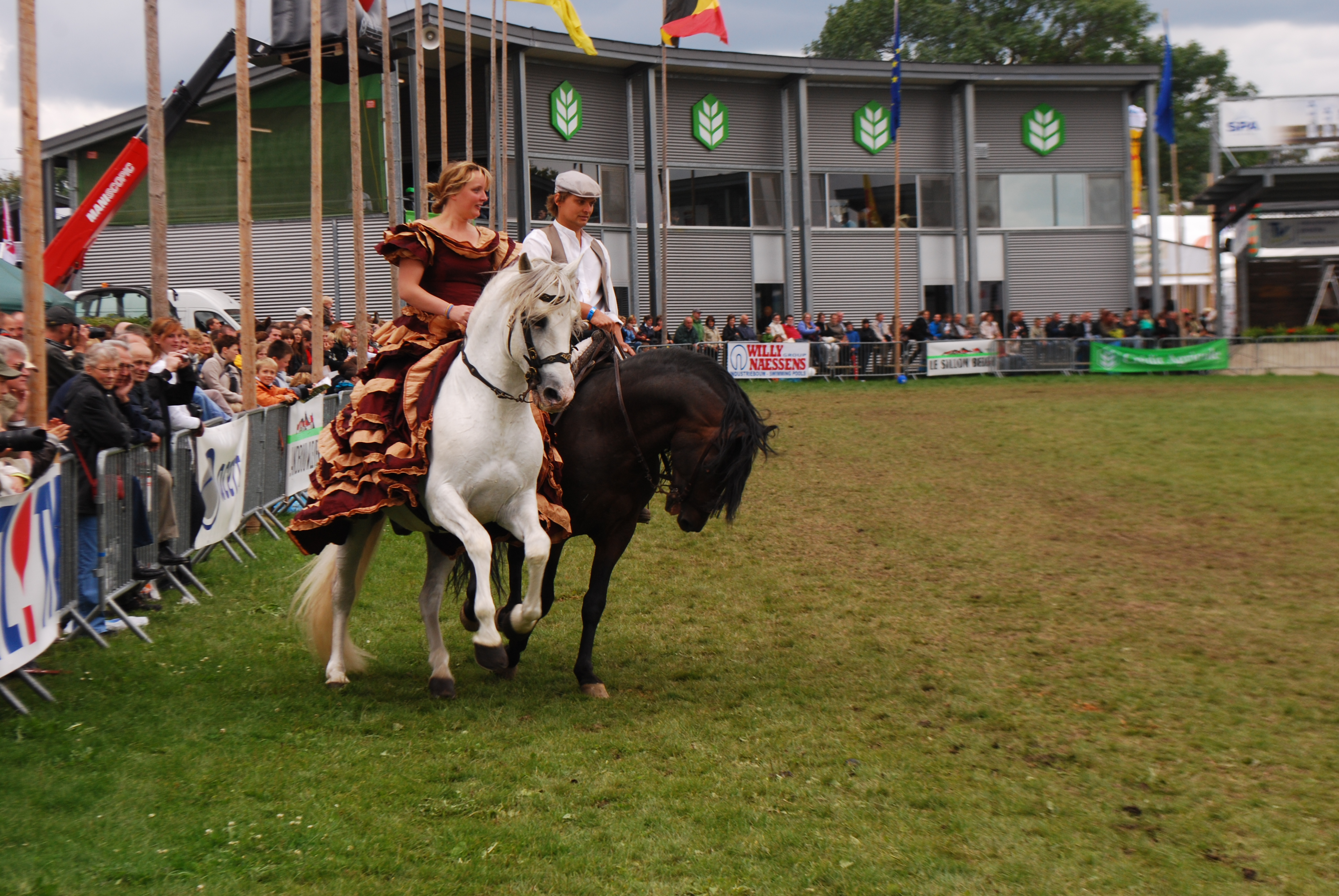
Spectacle équestre à la foire agricole de Libramont.

La pêche aux crevettes à cheval à Oostduinkerke, qui se pratique avec un cheval de trait brabançon, est reconnue comme patrimoine culturel immatériel de l'humanité par l'Unesco depuis 2013. La foire agricole de Libramont met en vedette de nombreux chevaux.
La consommation de viande de cheval est culturellement appréciée, et associée à la préparation du steak tartare ou de filets de viande de cheval fumés et finement coupés (paardenrookvlees ou paardengerookt), servis froids en sandwiches avec une salade. Des steaks de cheval peuvent être achetés dans la plupart des boucheries, Vilvorde ayant plusieurs restaurants spécialisés dans les plats à base de viande de cheval. La saucisse de cheval est une spécialité culinaire bien connue à Lokeren et Termonde, ayant fait l'objet d'une reconnaissance européenne. Les saucisses fumées au cheval, semblables au salami, sont vendues dans des barquettes carrées afin d'être distinguées des saucisses à base de porc et de bœuf,.